# Округ Елмор (Ајдахо)
Округ Елмор (енгл. Elmore County) је округ у америчкој савезној држави Ајдахо.

## Демографија
По попису из 2010. године број становника је 27.038, што је 2.092 (-7,2%) становника мање 2000. године.
| Група             | 2000.          | 2010.          |
| Белци             | 23.218 (79,7%) | 20.305 (75,1%) |
| Афроамериканци    | 946 (3,2%)     | 733 (2,7%)     |
| Азијати           | 485 (1,7%)     | 768 (2,8%)     |
| Хиспаноамериканци | 3.492 (12,0%)  | 4.118 (15,2%)  |
| Укупно            | 29.130         | 27.038         |